# ویویه، یون
ویویه (به فرانسوی: Viviers) یک کمون در فرانسه است که در بورگونی-فرانش-کنته واقع شده‌است. ویویه ۹٫۱۸ کیلومتر مربع مساحت و ۱۳۳ نفر جمعیت دارد.